# Wybory parlamentarne w Libanie w 1957 roku
Wybory parlamentarne w Libanie odbyły się w czerwcu 1957 roku. Zwyciężyła w nich koalicja rządowa.
W czasie ożywionej kampanii wyborczej w Bejrucie wybuchły zamieszki i rząd musiał użyć siły w celu przywrócenia porządku. Wybory przyniosły zwycięstwo rządowi, który poparło trzy czwarte deputowanych w nowym parlamencie. Taka przewaga potrzebna była do planowanego wybory Szamuna na drugą kadencję.
Na 66 deputowanych znalazło się 20 maronitów, 14 sunnitów, 12 szyitów, 7 grekoprawosławnych, 4 druzów, 4 melchitów, 3 prawosławnych Ormian, ormiański katolik i przedstawiciel innych gmin religijnych.